# Brendan Blumer
Brendan Blumer (Cedar Rapids, 1986. augusztus 8. –) amerikai születésű, hongkongi vállalkozó. A Block.one technológiai vállalat vezérigazgatója, amely kifejlesztette az EOS.IO blokkláncplatformot.

## Fiatalkora
Blumer az iowai Cedar Rapidsban született és nőtt fel. Amikor 15 éves volt, kifejlesztett egy weboldalt, amelyen virtuális eszközöket értékesített a többjátékos online játéktérben. Gamecliff (stilizáltan GaMeCliff) néven ismert weboldala különböző karaktereket, fegyvereket és házakat mutatott be MMORPG játékokhoz, többek között az EverQuest és a World of Warcraft játékokhoz.

## Karrier
2005-ben a Gamecliffet felvásárolta az IGE, és a vállalat az új, hongkongi központjába költöztette a céget, hogy onnan irányítsák a tevékenységet. Blumer 2007-ben megalapította a The Accounts Network nevű céget, amely játékon belüli MMORPG avatarokat értékesített, és 1 millió dolláros bevételre tettek szert.
2010-ben Blumer elindította az Okay.com-ot, egy vállalati adatmegosztó platformot az ázsiai ingatlanügynökök számára. A vállalat később egyesült az Asia Pacific Properties ingatlancéggel. Következő üzleti projektje, az ii5 szintén az ingatlanokra összpontosított. A 2013-ban alapított startup az indiai ingatlanhirdetésekkel foglalkozott.
2016-ban Blumer megalapította a Block.One blokkláncvállalatot, amely részben a hongkongi ingatlancégének, az ii5-nek a finanszírozásán alapult. A Block.one a Kajmán-szigeteken van bejegyezve. 2017 májusában Blumer bejelentette az EOS.IO-t, egy blokkláncplatformot, amely a rekordot jelentő kezdeti érmekibocsátásáról (ICO) ismert.
2018 februárjában a Forbes a „kriptopénzek leggazdagabb emberei” közé sorolta.

## Magánélete
Bloomer 2020-ban lemondott amerikai állampolgárságáról.